# Yue Minjun

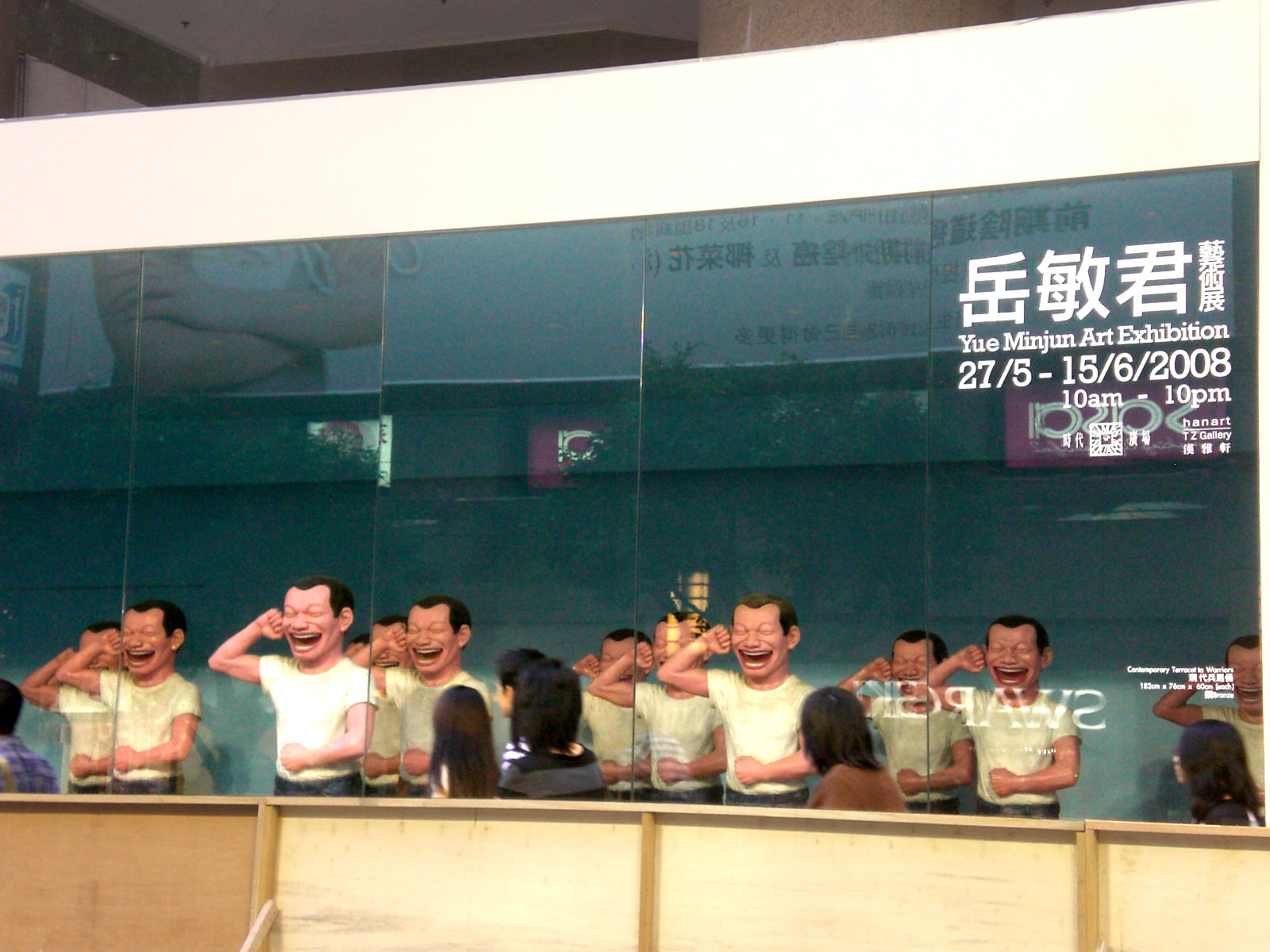
Yue Minjun Art Exhibition

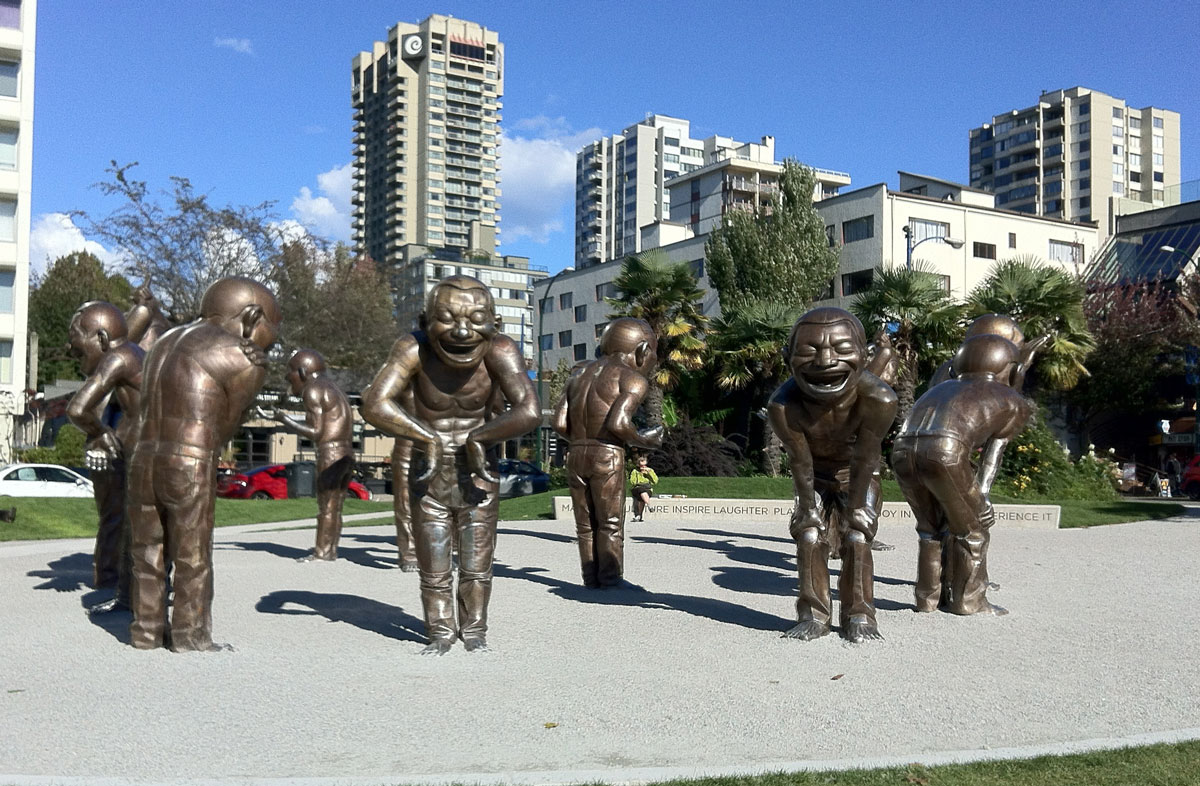
Skulpturenlabyrinth »A-maze-ing Laughter« in Vancouver

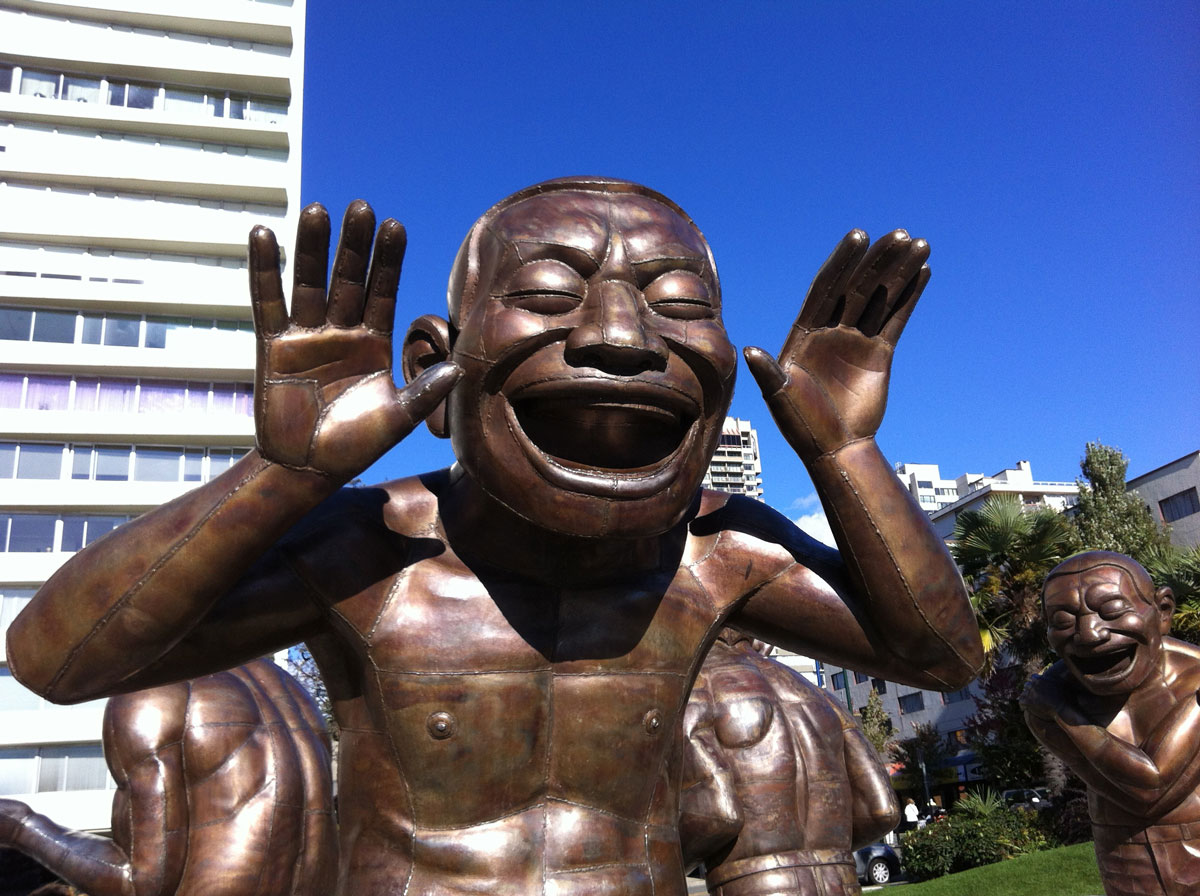
Einzelne Skulptur aus »A-maze-ing Laughter«

Yue Minjun (Chinesisch:岳敏君, * 1962 in Daqing, Provinz Heilongjiang, Volksrepublik China) ist ein zeitgenössischer chinesischer Künstler.
Er gilt als einer der Führer der chinesischen Avantgarde. Eines seiner Markenzeichen sind seine „lachenden Gesichter“, in denen Menschen mit einem entstellenden oder entfremdeten Lachen dargestellt werden. Bekannt sind vor allem seine Ölbilder Die Hinrichtung, Das Massaker von Chios und Der Papst, jedes von ihnen erzielte 2007 bei einer Auktion in London einen Preis von mehreren Millionen Euro. Das Motiv der „lachenden Gesichter“ findet sich auch in seinen Wasserfarbenbildern, Skulpturen und Drucken wieder.
In Vancouver stammt das Skulpturenlabyrinth A-maze-ing Laughter von ihm, das als Teil der Vancouver International Biennale (2009–2011) installiert wurde. Jede der 14 Bronzeskulpturen ist circa 2,5 m hoch und etwa 250 kg schwer. Die Skulpturen stehen am Morton Park an der English Bay.